# Lijst van bruggen in Hoorn
Dit is een incomplete lijst van bruggen in de Noord-Hollandse gemeente Hoorn. De hier geplaatste bruggen hebben de status van monument, zijn vernoemd naar een bekend persoon, staan te boek als kunstwerk of zijn om een andere reden noemenswaardig.
| Brug               | Overspant       | Weg                               | Jaar              | Type                 | Verkeer               | Materiaal      | Status     | Afbeelding |
| ------------------ | --------------- | --------------------------------- | ----------------- | -------------------- | --------------------- | -------------- | ---------- | ---------- |
| Oosterpoortbrug    | Draafsingel     | Oosterpoort                       | 1763              | Gemetselde poortbrug | FV                    | Baksteen       | RM: 22605  |            |
| Appelbrug          | Appelhaven      | Bierkade                          | 1783              | Gemetselde poortbrug | A                     | Baksteen       | RM: 22606  |            |
| Koepoortsbrug      | Draafsingel     | Koepoortsweg                      | 1871 / jaren 1930 | Gemetselde poortbrug | A                     | Baksteen       |            |            |
| Kleine Oostbrug    | Slapershaven    | Grote Oost                        | 1925              | Ophaalbrug           | A                     | Metaal         | RM: 22608  |            |
| Engeltjesbrug      | Turfhaven       | Bierkade                          |                   | Klapbrug             | A                     | Hout           | RM: 22609  |            |
| Pakhuisbrug        | Turfhaven       | Pakhuisstraat                     |                   | Klapbrug             | A (voetgangers apart) | Hout           | RM:22610   |            |
| Kippebruggetje     | Nieuwland       | Nieuwland                         | 1864              | Vaste brug           | V                     | IJzer          | RM: 517450 |            |
| Veliusbrug         | Draafsingel     | Pakhuisstraat                     | 1910-1911         | Gemetselde boogbrug  | A                     | Baksteen       |            |            |
| Waterpoortbrug     | Nieuwland       | Noorderstraat                     | 1769              | Gemetselde Poortbrug | A                     | Baksteen       | RM: 22607  |            |
| Kromme Leekbrug    |                 | Waarschap                         | 2006              | Vaste brug           | A                     | Beton          |            |            |
| Kleedjesbrug       |                 | Heemraad                          | 2006              | Vaste brug           | A                     | Beton          |            |            |
| Zeewierbrug        |                 | Vredemaker                        | 2006              | Vaste brug           | A                     | Beton          |            |            |
| Dichtregelbrug     |                 | Heemraad                          | 2009              | Vaste brug           | A                     | Beton          |            |            |
| Dichtregelbrug     |                 | Vredemaker                        | 2009              | Vaste brug           | A                     | Beton          |            |            |
| Dichtregelbrug     |                 | Waarschap                         | 2009              | Vaste brug           | A                     | Beton          |            |            |
| Dichtregelbrug     |                 | Vredemaker                        | 2009              | Vaste brug           | A                     | Beton          |            |            |
| Dichtregelbrug     |                 | Marowijne                         | 2009              | Vaste brug           | A                     | Beton          |            |            |
| Dichtregelbrug     |                 | Dorpsstraat en Schouwmeester      | 2009              | Vaste brug           | A                     | Beton          |            |            |
| Aqueducto          |                 | Wierdijk                          | 2010              | Vaste brug           | A                     | Beton          |            |            |
| Hoornse Brug       |                 | De Strip                          | 2010              | Vaste brug           | A                     | Beton          |            |            |
| Asymmetrische brug |                 | Tussen de Wierdijk en de Paaldijk | 2010              | Vaste brug           | A                     | Beton en staal |            |            |
| Reveille           |                 | Tussen de Wierdijk en de Paaldijk | 2010              | Vaste brug           | A                     | Beton en staal |            |            |
| Overbruggen        |                 | Veendijk                          | 2011              | Vaste brug           | A                     | Beton          |            |            |
| Oostereilandbrug   | Grashaven       | Hoofd                             |                   | Vaste brug           | A                     | Beton en staal |            |            |
| Hoge Brug          | Venidse         | Veermanskade / Oude Doelenkade    | 1930              | Ophaalbrug           | A                     | Metaal         | RM: 517454 |            |
| Ottobrug           | Binnenhaven     | Slapershaven                      |                   | Draaibrug            | V                     | Hout           |            |            |
|                    | Vluchthaven     | 't Oude Sluisje                   |                   | Vaste brug           | V                     | Hout           |            |            |
| Munnickenbrug      | Munnickenveld   | Munnickenveld                     |                   | Vaste brug           | V                     | Hout           |            |            |
|                    | De Strip        | De Strip                          | 2012/2013         | Vaste brug           | M                     | Beton          |            |            |
| Spoorbrug          | Provinciale weg | Traject Hoorn-Hoorn Kersenboogerd | 1992              | Spoorbrug            | FV (op aparte brug)   | Beton          |            |            |